# フランシス・マクドナルド・コーンフォード
フランシス・マクドナルド・コーンフォード FBA (英語: Francis Macdonald Cornford、1874年2月27日 - 1943年1月3日) は、イギリスの西洋古典学者。古代ギリシアの宗教やギリシア哲学を研究した。ケンブリッジ学派（ケンブリッジ・リチュアリスト）の一人。

## 経歴
1874年、イーストボーンの牧師の家に生まれた。セント・ポールズ・スクール卒業後、ケンブリッジ大学トリニティ・カレッジに入学し、A・W・ヴェラルのもとで古典学を学んだ。
1899年にトリニティのフェローに就任した後、古典学講師となった。1931年、ケンブリッジのローレンス記念古代哲学教授に就任。1937年、イギリス学士院フェローに選出。1939年に退職、1943年に没。
第一次大戦中の兵役と、1928年のハーバードへの講演旅行を除いて、生涯の大半をケンブリッジの町で過ごした。

## 研究内容・業績
若手時代は、フレイザーの社会人類学やユング心理学を援用してトゥキディデスなどを研究し、J・E・ハリソンやギルバート・マレーとケンブリッジ学派（ケンブリッジ・リチュアリスト）の一翼を担った。フレイザーとは直接の親交もあった。第一次大戦後は、ソクラテス以前の哲学者やプラトン、アリストテレスを研究した。
指導学生にW・K・C・ガスリーがいる。

## 家族・親族
- 妻：フランセス・クロフツ・コーンフォード（英語版） - 詩人。1909年に結婚。旧姓ダーウィン。フランシス・ダーウィン（英語版）の娘。チャールズ・ダーウィンの孫。
- 息子：ジョン・コーンフォード - 詩人・共産主義者。
- 息子：クリストファー・コーンフォード（英語版） - 芸術家・文筆家。

## 著作
- Thucydides Mythistoricus. Arnold, London 1907, (archive).
  - 『トゥーキューディデース 神話的歴史家』大沼忠弘；左近司祥子訳、みすず書房、1970年。
- Microcosmographia Academica (1908)
- Religion in the University. Fabb & Tyler, Cambridge 1911, (archive).
- From Religion to Philosophy. A Study in the Origins of Western Speculation. Arnold, London 1912, (archive).
  - 『宗教から哲学へ 西欧的思索の起源の研究』廣川洋一訳、東海大学出版会、1966年
　改版『宗教から哲学へ ヨーロッパ的思惟の起源の研究』1987年。
- The Origin of Attic Comedy. Arnold, London 1914, (archive).
- Greek Religious Thought. From Homer to Alexander. Dent & Sons, London u. a. 1923, (archive).
- The Laws of Motion in Ancient Thought. An Inaugural Lecture. Cambridge University Press, Cambridge 1931.
- Before and After Socrates. Cambridge University Press, Cambridge 1931.
  - 『ソクラテス以前以後 ギリシア哲学小史』大川瑞穂訳、以文社、1972年。改版1977年。
  - 『ソクラテス以前以後』山田道夫訳、岩波書店〈岩波文庫〉、1995年。ISBN 9784003368312
- Plato’s Theory of Knowledge. The Theaetetus and Sophist of Plato translated with a running commentary. Routledge & Kegan Paul, London 1935, (archive).
- Plato’s Cosmology. The Timaeus of Plato translated with a running commentary. Kegan Paul, Trench, Trubner & Co. u. a., London u. a. 1937, (archive).
- Plato and Parmenides. Parmenides’ Way of Truth and Plato’s Parmenides translated with a Introduction and a running commentary. Kegan Paul, Trench, Trubner & Co., London 1939, (archive).